# 서진석
서진석(1955년~)은 대한민국의 과학자로, 의학 분야에 나노기술과 의학을 융합하는 새로운 패러다임을 도입하여 암의 조기 발견(진단)을 위한 나노영상 프로브(Mn-MEIO-항체 복합체)를 개발한 뒤 증명하였고 또한 동시에 진단-치료를 구현할 수 있는 새로운 개념의 나노의학의 잠재적 가능성을 제시, 증명하였다.
대표 논문은 Artificially engineered magentic nanoparticles for ultrasensitive molecular imaging.(Natur eMedicine 2007;13:95-99.)이며, 주요 연구내용으로는 분자 또는 세포 레벨에서 발생하는 생명 현상을 밝히려는 노력이 생체 분자영상에서 진행되어 왔으나 MR영상의 역할이 제한되어 있었다. 그 이유는 생체에 주입하는 MR 프로브(probe)의 발견 민감도가 높지 않았기 때문이다. MR 프로브로 사용되기 위해서는 선결 조건으로 고 신호를 낼 수 있는 프로브의 개발(sensitivity 의 증가)과 종양 의 선택적 친화도의 증대(specificity의 증대)가 필요하다. 따라서 돌파구를 마련하기 위하여 기존에 사용하던 조영효과가 있는 물질 제조와는 상이한 나노테크놀로지에 기반을 둔 새로운 고 감도 프로브(probe)의 개발과 새로운 의학적 개념의 구현하고 입증하였다. 나노 MR 영상의학의 개발은 근본적인 질병의 기전을 확인하고 진단, 치료에 접근하는 방법을 제시, 구현하는 방법을 개발하는 내용으로 실험실 연구로부터 임상 환자에 적용 가능한 분야로 개발을 목표로 하는 연구이다. 연구는 진단 및 치료에 활용 가능성 제시를 목표로 하며 나노 의학 분야의 성장 동력 가능성 근거, 나노-tumor biomarker 의 최종 물질의 개발 가능성, 자성 나노 치료물질의 가능성 제시-전자기파 고온 치료 등과 표적 자성물질-항암물질의 복합제제 치료제 제시(Theragnostics) 같은 내용이 포함된다.

## 주요업적
- Artificially engineered magentic nanoparticles for  ultrasensitive molecular imaging. Nature Medicine2007;13:95-99
- In vivo magentic resonance detection of cancer by using multifunctional magnetic nanocrystals.  J Am Chem Soc 2005;127:12387-12391
- Nanoscale size effect of magnetic nanocrystals and  their utilization for cancer diagnosis via magnetic resonance imaging (MRI). J Am Chem Soc 2005;127(16):5732-3
- pH-triggered drug-releasing magnetic Nanoparticles for cancer therapy guided by Molecular Imaging  by MRI.  Advanced Materials  2011;23: 2436-2442

## 수상
- 2007   대한민국 최고과학기술인상 (한국과학기술단체총연합회)
- 2007   연세대학교 학술상
- 2008   연세대학교, 계현 학술상
- 2011   연세대학교, Avison Distinguished Professor